# Соли

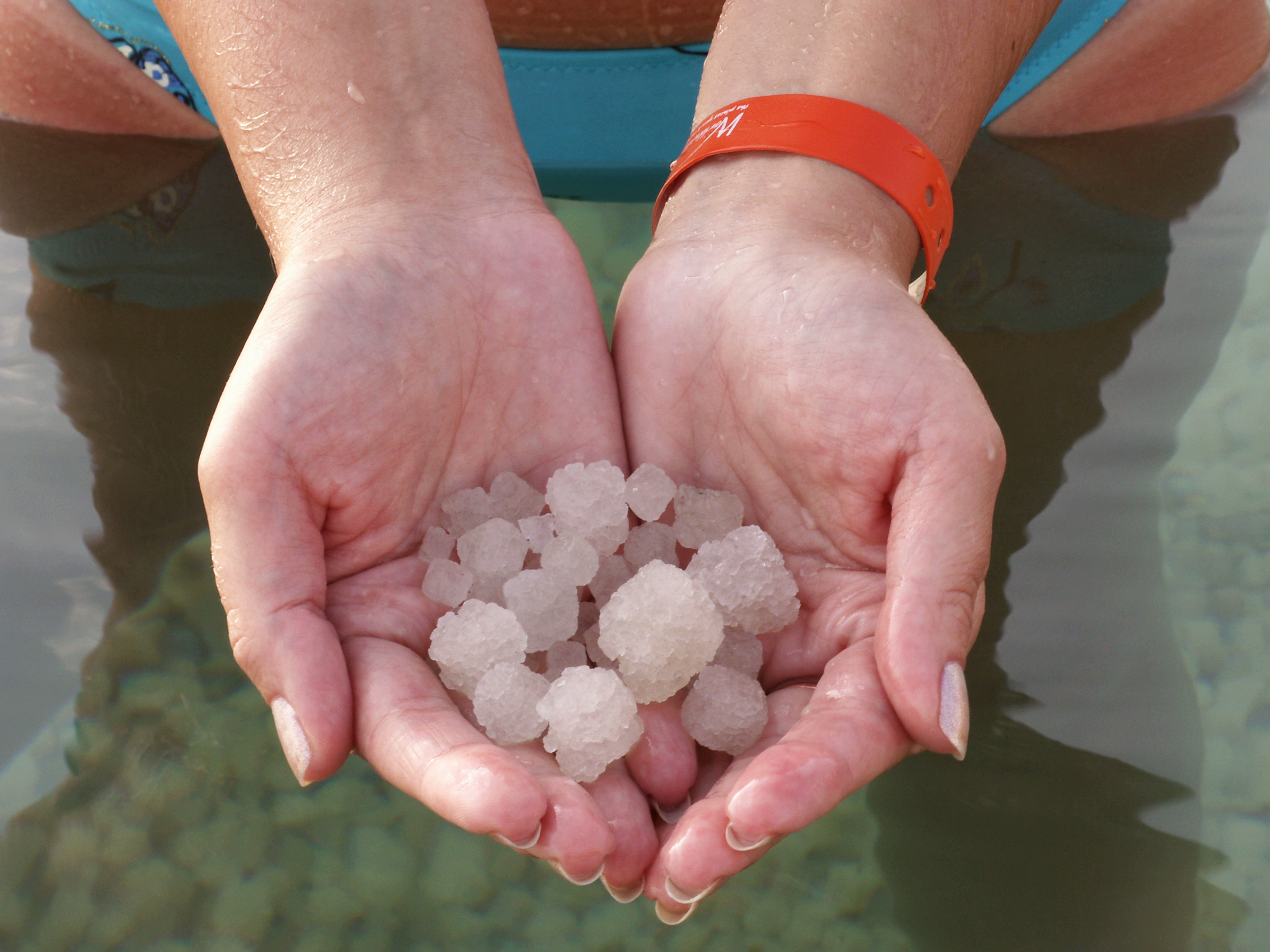
Соль со дна Мёртвого моря

Со́ли — химические соединения, состоящие из катионов и анионов.
В состав солей могут входить любые как одноатомные, так и многоатомные катионы — катионы металлов, ониевые как неорганические (катионы аммония {\displaystyle {\ce {NH4+}}}, фосфония {\displaystyle {\ce {PH4+}}} и т. п.) так и органические (оксониевые {\displaystyle {\ce {R3O+}}}, иминиевые {\displaystyle {\ce {R2C=N+R2}}} и т. д.) катионы, а также комплексные катионы ({\displaystyle {\ce {[Cu(NH3)4(H2O)2]2+}}} и т. п.) и т. д.
Анионами в солях выступают любые анионы — от кислотных остатков различных кислот Брёнстеда, как неорганических, так и органических, включая карбанионы и комплексные анионы до электронов в электридах.
Подавляющее большинство солей являются кристаллическими веществами, однако некоторые соли, образованные органическими катионами и анионами при нормальных условиях, являются жидкостями (ионные жидкости).

## Типы солей
Если рассматривать соли как продукты замены катионов в кислотах или гидроксогрупп в основаниях, то можно выделить следующие типы солей:
1. Средние (нормальные) соли — продукты замещения всех катионов водорода в молекулах кислоты на катионы металла (Na2CO3, K3PO4).
2. Кислые соли — продукты частичного замещения катионов водорода в кислотах на катионы металла (NaHCO3, K2HPO4). Они образуются при нейтрализации основания избытком кислоты (то есть в условиях недостатка основания или избытка кислоты).
3. Осно́вные соли — продукты неполного замещения гидроксогрупп основания (OH−) кислотными остатками ((CuOH)2CO3). Они образуются в условиях избытка основания или недостатка кислоты.
4. Комплексные соли — это сложные вещества, в состав которых входят комплексный катион и анион, либо катион и комплексный анион (Na2[Zn(OH)4]).

По числу присутствующих в структуре катионов и анионов выделяют следующие типы солей:
1. Простые соли — соли, состоящие из одного вида катионов и одного вида анионов (NaCl)
2. Двойные соли — соли, содержащие два различных катиона (KAl(SO4)2·12H2O).
3. Смешанные соли — соли, в составе которых присутствует два различных аниона (Ca(OCl)Cl).

Также различают гидратные соли (кристаллогидраты), в состав которых входят молекулы кристаллизационной воды, например, Na2SO4·10H2O, и комплексные соли, содержащие комплексный катион или комплексный анион (K4[Fe(CN)6]). Внутренние соли образованы биполярными ионами, то есть молекулами, содержащими как положительно заряженный, так и отрицательно заряженный атом.

## Номенклатура солей

### Номенклатура солей кислородсодержащих кислот
Названия солей, как правило, связаны с названиями соответствующих кислот. Поскольку многие кислоты в русском языке носят тривиальные, или традиционные, названия, подобные названия (нитраты, фосфаты, карбонаты и др.) также сохраняются и для солей.
Традиционные названия солей состоят из названий анионов в именительном падеже и названий катионов в родительном падеже. Названия анионов строятся на основе русских или латинских названий кислотообразующих элементов. Если кислотообразующий элемент может иметь одну степень окисления, то к его названию добавляют суффикс -ат:
CO32− — карбонат,
GeO32− — германат.
Если кислотообразующий элемент может принимать две степени окисления, то для аниона, образованного этим элементом в более высокой степени окисления, применяют суффикс -ат, а для аниона с элементом в меньшей степени окисления — суффикс -ит:
SO42− — сульфат,
SO32− — сульфит.
Если элемент может принимать три степени окисления, то для высшей, средней и низшей степени окисления используют соответственно суффиксы -ат, -ит и суффикс -ит с приставкой гипо-:
NO3− — нитрат,
NO2− — нитрит,
N2O22− — гипонитрит.
Наконец, в случае элементов, принимающих четыре степени окисления, для высшей степени окисления применяют приставку пер- и суффикс -ат, далее (в порядке понижения степени окисления) суффикс -ат, суффикс -ит и суффикс -ит с приставкой гипо-:
ClO4− — перхлорат,
ClO3− — хлорат,
ClO2− — хлорит,
ClO− — гипохлорит.
Приставки мета-, орто-, поли-, ди-, три-, пероксо- и т. п., традиционно присутствующие в названиях кислот, сохраняются также и в названиях анионов.
Названия катионов соответствуют названиям элементов, от которых они образованы: при необходимости указывается число атомов в катионе (катион диртути(2+) Hg22+, катион тетрамышьяка(2+) As42+) и степень окисления атома, если она переменная.
Названия кислых солей образуются путём добавления приставки гидро- к названию аниона. Если на один анион приходится больше одного атома водорода, то его количество указывают при помощи умножающей приставки (NaHCO3 — гидрокарбонат натрия, NaH2PO4 — дигидрофосфат натрия). Аналогично, для образования названий основных солей используются приставки гидроксо- ((FeOH)NO3 — гидроксонитрат железа(II)).
Кристаллогидратам дают названия, добавляя слово гидрат к традиционному или систематическому названию соли (Pb(BrO3)2·H2O — гидрат бромата свинца(II), Na2CO3·10H2O — декагидрат карбоната натрия). Если известна структура кристаллогидрата, то может применяться номенклатура комплексных соединений ([Be(H2O)4]SO4 — сульфат тетрааквабериллия(II)).
Для некоторых классов солей существуют групповые названия, например, квасцы — для двойных сульфатов общего вида MIMIII(SO4)2·12H2O, где MI — катионы натрия, калия, рубидия, цезия, таллия или аммония, а MIII — катионы алюминия, галлия, индия, таллия, титана, ванадия, хрома, марганца, железа, кобальта, родия или иридия.
Для более сложных или редких солей применяются систематические названия, образующиеся по правилам номенклатуры комплексных соединений. Согласно данной номенклатуре, соль подразделяется на внешнюю и внутреннюю сферы (катион и анион): последняя состоит из центрального атома и лигандов — атомов, связанных с центральным атомом. Название соли формируют следующим образом. Вначале записывают название внутренней сферы (аниона) в именительном падеже, состоящее из названий лигандов (приставок) и центрального элемента (корня) с суффиксом -ат и указанием его степени окисления. Затем к названию добавляют названия атомов внешней сферы (катионов) в родительном падеже:
LiBO2 — диоксоборат(III) лития,
Na2Cr2O7 — гептаоксодихромат(VI) натрия,
NaHSO4 — тетраоксосульфат(VI) водорода-натрия.

### Номенклатура солей бескислородных кислот
Для образования названий солей бескислородных кислот пользуются общими правилами составления названий бинарных соединений: применяются либо универсальные номенклатурные правила с указанием числовых приставок, либо способ Штока с указанием степени окисления, причём второй способ является предпочтительным.
Названия галогенидов составляются из названия галогена с суффиксом -ид и катиона (NaBr — бромид натрия, SF6 — фторид серы(VI), или гексафторид серы, Nb6I11 — ундекаиодид гексаниобия). Кроме того, существует класс псевдогалогенидов — солей, которые содержат анионы с галогенидоподобными свойствами. Их названия образуются подобным образом (Fe(CN)2 — цианид железа(II), AgNCS — тиоцианат серебра(I)).
Халькогениды, содержащие в качестве аниона серу, селен и теллур, называют сульфидами, селенидами и теллуридами. Сероводород и селеноводород могут образовывать кислые соли, которые называют гидросульфидами и гидроселенидами соответственно (ZnS — сульфид цинка, SiS2 — дисульфид кремния, NaHS — гидросульфид натрия). Двойные сульфиды называют, указывая два катиона через дефис: (FeCu)S2 — дисульфид железа-меди.

## Физические свойства и строение солей

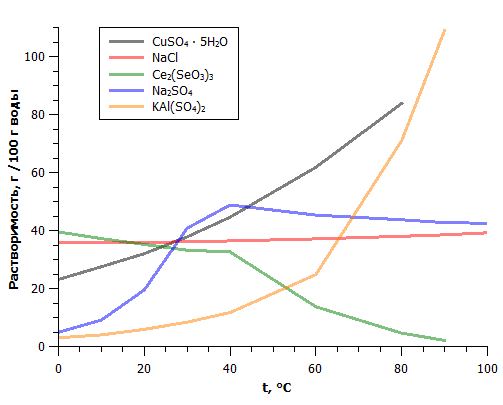
Зависимость растворимости некоторых солей от температуры

Как правило, соли представляют собой кристаллические вещества с ионной кристаллической решёткой. Например, кристаллы галогенидов щелочных и щёлочноземельных металлов (NaCl, CsCl, CaF2) построены из анионов, расположенных по принципу плотнейшей шаровой упаковки, и катионов, занимающих пустоты в этой упаковке. Ионные кристаллы солей могут быть построены также из кислотных остатков, объединённых в бесконечные анионные фрагменты и трёхмерные каркасы с катионами в полостях (силикаты). Подобное строение соответствующим образом отражается на их физических свойствах: они имеют высокие температуры плавления, в твёрдом состоянии являются диэлектриками.
Известны также соли молекулярного (ковалентного) строения (например, хлорид алюминия AlCl3). У многих солей характер химических связей является промежуточным между ионным и ковалентным.
Особый интерес представляют ионные жидкости — соли с температурой плавления ниже 100 °С. Кроме аномальной температуры плавления ионные жидкости имеют практически нулевое давление насыщенного пара и высокую вязкость. Особые свойства этих солей объясняются низкой симметрией катиона, слабым взаимодействием между ионами и хорошим распределением заряда катиона.
Важным свойством солей является их растворимость в воде. По данному критерию выделяют растворимые, мало растворимые и нерастворимые соли.

## Нахождение в природе
Многие минералы — соли, образующие залежи (например, галит {\displaystyle {\mathsf {NaCl}}}, сильвин {\displaystyle {\mathsf {KCl}}}, флюорит {\displaystyle {\mathsf {CaF_{2}}}}).

## Методы получения
Существуют различные методы получения солей:
- Взаимодействие кислот с металлами, основными и амфотерными оксидами / гидроксидами:

{\displaystyle {\mathsf {H_{2}SO_{4}+Mg\longrightarrow MgSO_{4}+H_{2}\uparrow }}}
{\displaystyle {\mathsf {H_{2}SO_{4}+MgO\longrightarrow MgSO_{4}+H_{2}O}}}
{\displaystyle {\mathsf {3H_{2}SO_{4}+Al_{2}O_{3}\longrightarrow Al_{2}(SO_{4})_{3}+3\ H_{2}O}}}
- Взаимодействие кислотных оксидов c щелочами, основными и амфотерными оксидами / гидроксидами:

{\displaystyle {\mathsf {Ca(OH)_{2}+CO_{2}\longrightarrow CaCO_{3}\downarrow +H_{2}O}}}
{\displaystyle {\mathsf {CaO+SiO_{2}\longrightarrow CaSiO_{3}}}}
{\displaystyle {\mathsf {Al_{2}O_{3}+3\ SO_{3}\longrightarrow Al_{2}(SO_{4})_{3}}}}
{\displaystyle {\mathsf {Mg(OH)_{2}+CO_{2}\longrightarrow MgCO_{3}\downarrow +H_{2}O}}}
{\displaystyle {\mathsf {Zn(OH)_{2}+SO_{3}\longrightarrow ZnSO_{4}+H_{2}O}}}
- Взаимодействие солей c кислотами, другими солями (если образуется выходящий из сферы реакции продукт):

{\displaystyle {\mathsf {CaCO_{3}+2HCl\longrightarrow CaCl_{2}+H_{2}O+CO_{2}\uparrow }}}
{\displaystyle {\mathsf {CuCl_{2}+Na_{2}S\longrightarrow 2NaCl+CuS\downarrow }}}
{\displaystyle {\mathsf {2Na_{2}CO_{3}+2MgCl_{2}+H_{2}O\longrightarrow [Mg(OH)]_{2}CO_{3}+CO_{2}\uparrow +4NaCl}}}
- Взаимодействие простых веществ:

{\displaystyle {\mathsf {Fe+S\longrightarrow FeS}}}
- Взаимодействие оснований с неметаллами, например, с галогенами:

{\displaystyle {\mathsf {Ca(OH)_{2}+Cl_{2}\longrightarrow Ca(OCl)Cl+H_{2}O}}}
Кристаллогидраты обычно получают при кристаллизации соли из водных растворов, однако известны также кристаллосольваты солей, выпадающие из неводных растворителей (например, CaBr2·3C2H5OH). Названия сольватов образуются перечислением компонентов с дальнейшим указанием количественного соотношения в скобках, например, CaBr2·3C2H5OH будет называться бромид кальция — этанол (1/3).

## Химические свойства
Химические свойства определяются свойствами катионов и анионов, входящих в их состав.
Соли взаимодействуют с кислотами и основаниями, если в результате реакции получается продукт, который выходит из сферы реакции (осадок, газ, малодиссоциирующие вещества, например, вода):
{\displaystyle {\mathsf {BaCl_{2}+H_{2}SO_{4}\longrightarrow BaSO_{4}\downarrow +2HCl}}}
{\displaystyle {\mathsf {NaHCO_{3}+HCl\longrightarrow NaCl+H_{2}O+CO_{2}\uparrow }}}
{\displaystyle {\mathsf {Na_{2}SiO_{3}+2HCl\longrightarrow 2NaCl+H_{2}SiO_{3}\downarrow }}}
Соли взаимодействуют с металлами, если свободный металл находится левее металла в составе соли в электрохимическом ряду активности металлов:
{\displaystyle {\mathsf {Cu+HgCl_{2}\longrightarrow CuCl_{2}+Hg}}}
Соли взаимодействуют между собой, если продукт реакции выходит из сферы реакции (образуется газ, осадок или вода); в том числе эти реакции могут проходить с изменением степеней окисления атомов реагентов:
{\displaystyle {\mathsf {CaCl_{2}+Na_{2}CO_{3}\longrightarrow CaCO_{3}\downarrow +2NaCl}}}
{\displaystyle {\mathsf {AgNO_{3}+NaCl\longrightarrow AgCl\downarrow +NaNO_{3}}}}
{\displaystyle {\mathsf {K_{2}Cr_{2}O_{7}+3Na_{2}SO_{3}+4H_{2}SO_{4}\longrightarrow Cr_{2}(SO_{4})_{3}+3Na_{2}SO_{4}+K_{2}SO_{4}+4H_{2}O}}}
Многие соли разлагаются при нагревании:
{\displaystyle {\mathsf {CuCO_{3}\longrightarrow CuO+CO_{2}\uparrow }}}
{\displaystyle {\mathsf {Ca(NO_{3})_{2}\longrightarrow Ca(NO_{2})_{2}+O_{2}\uparrow }}}
{\displaystyle {\mathsf {NH_{4}NO_{3}\longrightarrow N_{2}O\uparrow +2H_{2}O}}}
{\displaystyle {\mathsf {NH_{4}NO_{2}\longrightarrow N_{2}\uparrow +2H_{2}O}}}

### Диссоциация в водных растворах
При растворении в воде соли полностью или частично диссоциируют на ионы. Если диссоциация происходит нацело, то соли являются сильными электролитами, иначе — слабыми. Примером типичных сильных электролитов могут служить соли щелочных металлов, которые в растворе существуют в виде сольватированных ионов. Несмотря на то, что широко распространена теория, утверждающая, что соли в водном растворе диссоциируют полностью, в реальности для большинства солей наблюдается частичная диссоциация, например, 0,1 M раствор FeCl3 содержит лишь 10 % катионов Fe3+, а также 42 % катионов FeCl2+, 40 % катионов FeCl2+, 6 % катионов FeOH2+ и 2 % катионов Fe(OH)2+.

### Гидролиз солей
Некоторые соли в водном растворе способны подвергаться гидролизу. Данная реакция протекает обратимо для солей слабых кислот (Na2CO3) или слабых оснований (CuCl2), и необратимо — для солей слабых кислот и слабых оснований (Al2S3).

## Влияние на организм человека
| Название солей | Продукты содержания          | Влияние на человеческий организм   | Заболевания при нехватке солей               |
| -------------- | ---------------------------- | ---------------------------------- | -------------------------------------------- |
| Соли кальция   | Молоко, рыба, овощи          | Повышение роста и прочности костей | Плохой рост скелета, разрушение зубов и.т.д. |
| Соли железа    | Печень говяжья, мясо говяжье | Входят в состав гемоглобина        | Анемия                                       |
| Соли магния    | Горох, курага                | Улучшение работы кишечника         | Ухудшение работы пищеварительной системы     |

## Применение солей
Соли повсеместно используются как в производстве, так и в повседневной жизни.
1. Соли соляной кислоты. Из хлоридов больше всего используют хлорид натрия и хлорид калия.
Хлорид натрия (поваренную соль) выделяют из озерной и морской воды, а также добывают в соляных шахтах. Поваренную соль используют в пищу. В промышленности хлорид натрия служит сырьём для получения хлора, гидроксида натрия и соды.
Хлорид калия используют в сельском хозяйстве как калийное удобрение.
2. Соли серной кислоты. В строительстве и в медицине широко используют полуводный гипс, получаемый при обжиге горной породы (дигидрат сульфата кальция). Будучи смешан с водой, он быстро застывает, образуя дигидрат сульфата кальция, то есть гипс.
 Декагидрат сульфата натрия используют в качестве сырья для получения соды.
3. Соли азотной кислоты. Нитраты больше всего используют в качестве удобрений в сельском хозяйстве. Важнейшим из них является нитрат натрия, нитрат калия, нитрат кальция и нитрат аммония. Обычно эти соли называют селитрами.
4. Из ортофосфатов важнейшим является ортофосфат кальция. Эта соль служит основной составной частью минералов — фосфоритов и апатитов. Фосфориты и апатиты используются в качестве сырья в производстве фосфорных удобрений, например, суперфосфата и преципитата.
5. Соли угольной кислоты. Карбонат кальция используют в качестве сырья для получения извести.
Карбонат натрия (соду) применяют в производстве стекла и при варке мыла.
 Карбонат кальция в природе встречается и в виде известняка, мела и мрамора.

## Галерея изображения солей

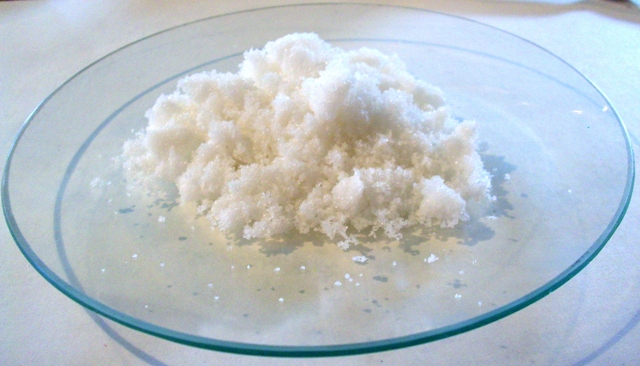
Гидрокарбонат калия
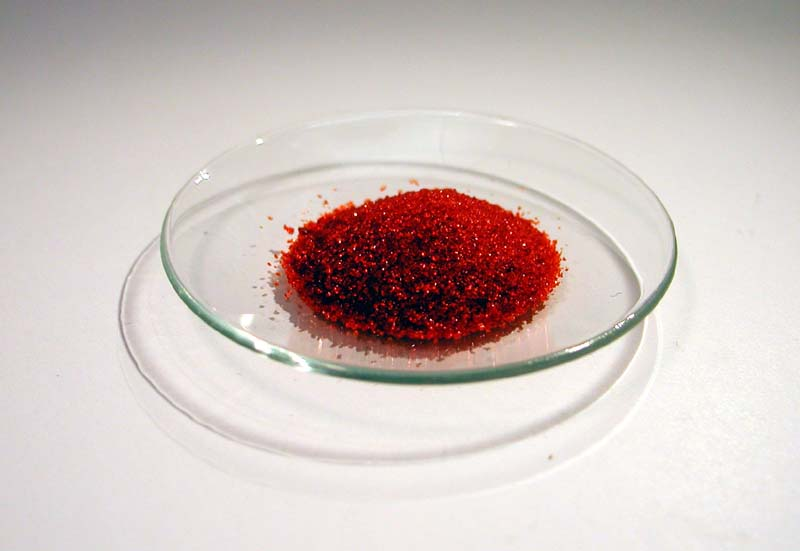
Гексацианоферрат(III) калия
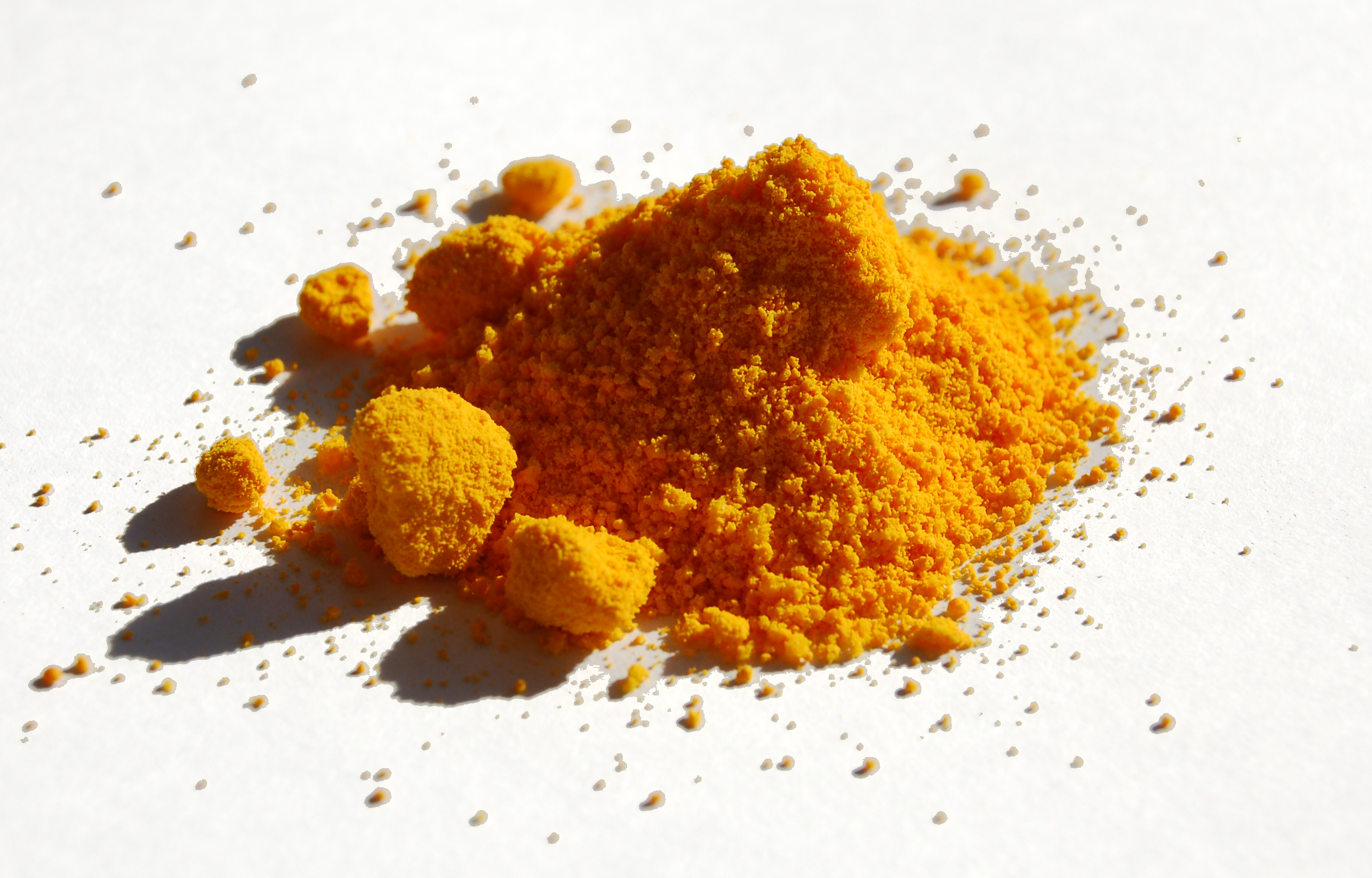
Аммоний-церий(IV) сульфат
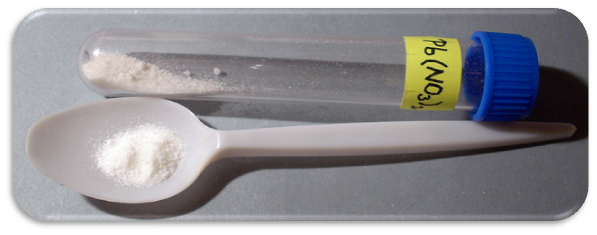
Нитрат свинца(II)
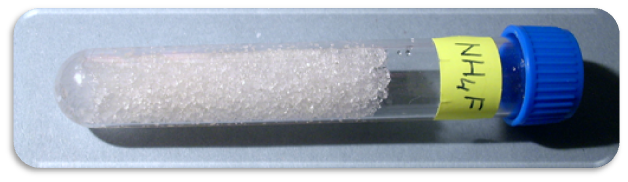
Фторид аммония
Селенид галлия(II)
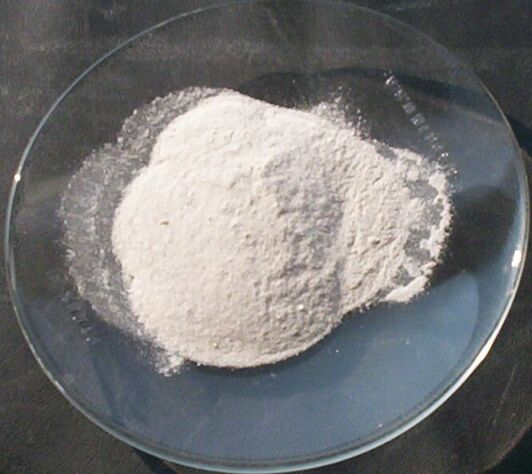
Фторид кальция
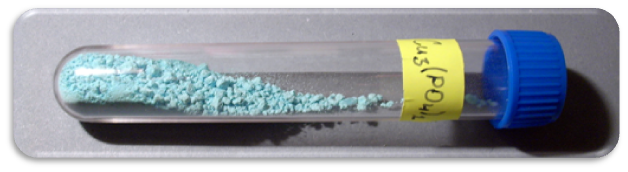
Ортофосфат меди(II)
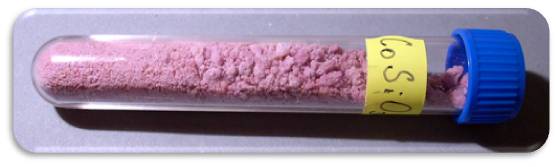
Метасиликат кобальта(II)
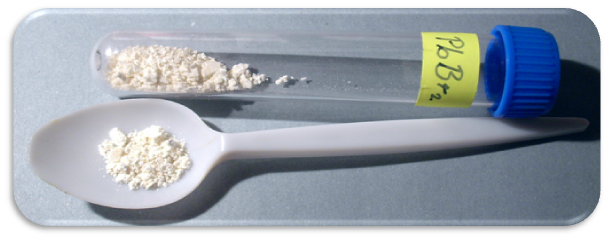
Бромид свинца(II)

## См также
- Растворимость
- Гидролиз
- Соли (наркотики)